# Dennis (Massachusetts)
Dennis è un comune degli Stati Uniti d'America facente parte della contea di Barnstable nello stato del Massachusetts, separato dal comune di Yarmouth dal lago Follins Pond.